# Херман Раребел
Херман Раребел с рождено име Херман Ербел (на немски: Herman Rarebell роден Hermann Erbel) е германски музикант, а в периода 1977 – 1995 г. е барабанист на Скорпиънс.
Завършва обучението си в специалностите барабани и пиано във висшето музикално училище в Саарбрюкен. По-късно заминава за Англия, където през 1977 година в Лондон се присъединява към Скорпиънс, поставяйки началото на кариерата си като барабанист и композитор. Първият му албум с групата е Taken by Force от 1977 година. През 1981 издава първия си самостоятелен албум – Nip in the Bud, преиздаден през 1986 година с помощта на многобройни почитатели под заглавието Herman ze German & Friends. Занимава се и с продуцентска работа. Отличен е с наградите Ехо и Световни музикални награди. Има издадени 78 златни и 30 платинени плочи.

## Дискография
- 1981 – Nip in the Bud
- 1986 – Herman Ze German
- 2007 – I'm Back
- 2008 – My Life as a Scorpion